# Julienne Séguret
Pour les articles homonymes, voir Seguret (homonymie).
Julienne Séguret, née le 26 novembre 1891 à Privezac (Aveyron), et morte le 23 mai 1981 à Valady (Aveyron), est une félibresse écrivant en langue d'oc, sous le pseudonyme Calelhon.

## Biographie
Julienne Fraysse est née à Privezac (Aveyron) en 1891. Institutrice, elle épouse Eugène Séguret. Un de leurs enfants, Pierre Séguret, sera écrivain. Elle collabore au Grelh Roergàs (école félibréenne et maison d'édition). Elle meurt à Nuces en 1981 (Commune de Valady, Aveyron)

## Œuvres
- Al fial de las sazons impr. P. Carrère, Rodez 1934
- Contes del papanon Grelh rouergat, Rodez 1971
- Lo pan tendre Grelh Roergàs 1976-1977
- Le pain de chaque jour Subervie, Rodez 1978
- La Tèla del temps ambe revirada Grelh rouergat, Rodez 1981
- Lo Temps perdut Grelh rouergat, Rodez 1967.

Elle écrit aussi des pièces de théâtre avec son mari, Eugène Séguret. 
- O roso d'or [Armana Prouvençau, 1931 lire en ligne sur Gallica]]